# NGC 753
NGC 753 是仙女座的一個螺旋星系，距離太陽系約2.2亿光年。这个星系是由天文学家海因里希·路易·达雷於1865年9月16日发现。NGC 753的质量大约是银河系的2-3倍。